# عنکبوت‌ها (ترانه سیستم آو ا داون)
«عنکبوت‌ها» (به انگلیسی: Spiders) تک‌آهنگی از گروه موسیقی پراگرسیو متال سیستم آو ا داون است که در سال ۱۹۹۹ میلادی منتشر شد.